# Gunung Kota
Gunung Kota är ett berg i Indonesien.   Det ligger i provinsen Aceh, i den västra delen av landet, 1 700 km nordväst om huvudstaden Jakarta. Toppen på Gunung Kota är 1 052 meter över havet, eller 70 meter över den omgivande terrängen. Bredden vid basen är 0,33 km.
Terrängen runt Gunung Kota är kuperad åt sydväst, men åt nordost är den bergig. Runt Gunung Kota är det mycket glesbefolkat, med 3 invånare per kvadratkilometer. I omgivningarna runt Gunung Kota växer i huvudsak städsegrön lövskog.